# Anthony Gillet
Anthony Gillet (né le 7 février 1976 à Rennes) est un athlète français, spécialiste de la marche.

## Biographie
Dans l'épreuve du 20 kilomètres marche, il se classe sixième des championnats d'Europe espoirs 1997, 16e des championnats d'Europe 1998, 33e des Jeux olympiques de 2000 et 23e des championnats du monde 2001.
Il détient le record de France espoir du 20 000 m marche et de l'heure.